# Classe Kalvari (1967)
Pour les articles homonymes, voir Classe Kalvari (homonymie).
La classe Kalvari a été la première classe de sous-marins de la marine indienne. Ils étaient des variantes des premiers sous-marins soviétiques de classe Foxtrot. Quatre navires de la classe ont servi dans la marine indienne. Quatre variantes supplémentaires de la dernière classe Foxtrot ont été mis en service sous le nom de classe Vela.
L’INS Kursura a été conservé en tant que navire musée sur Ramakrishna Mission Beach à Visakhapatnam. Le kiosque du navire de tête, l’INS Kalvari, est également exposé au musée de la ville de Visakhapatnam.

## Navires

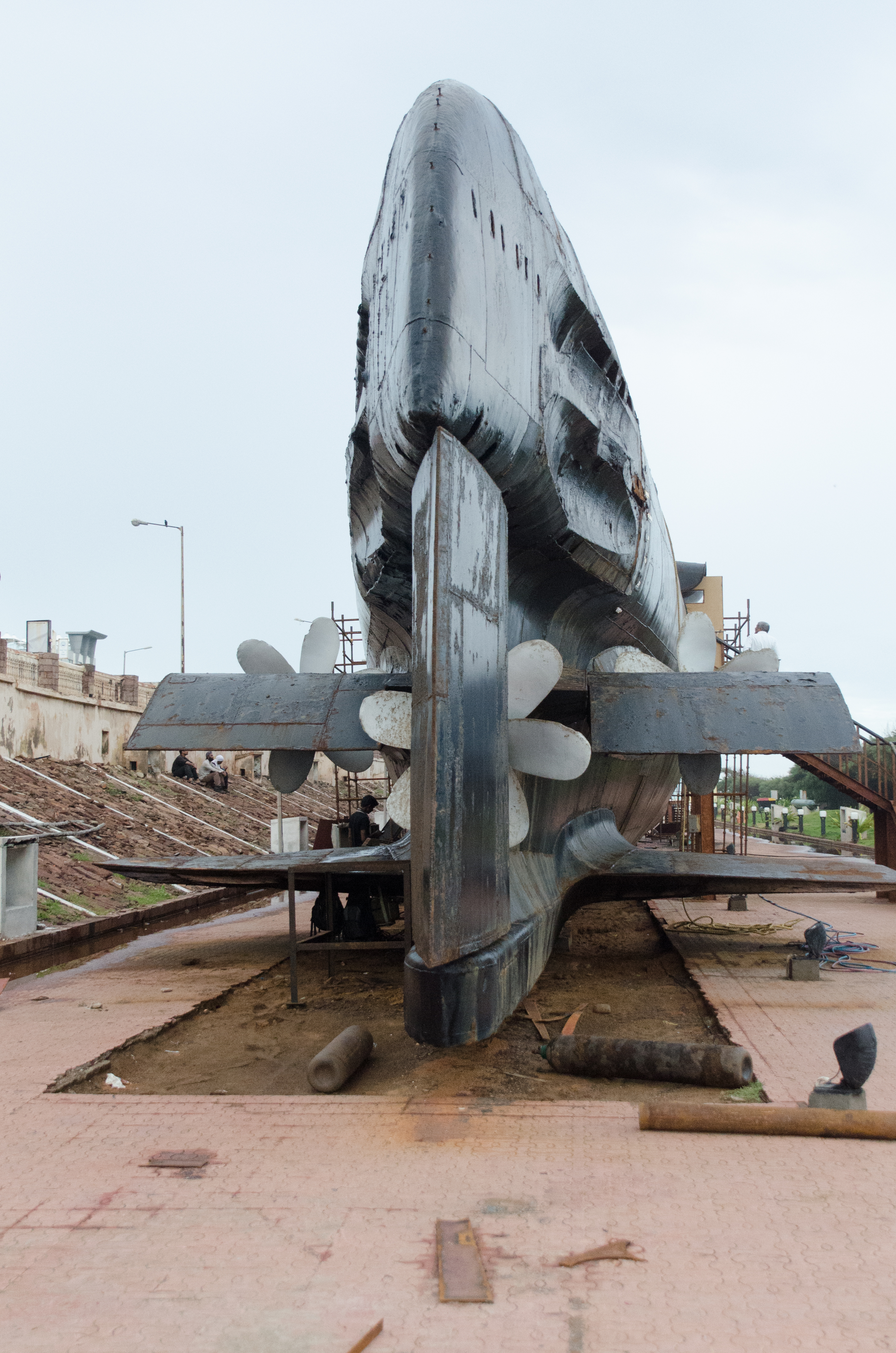
L’INS Kursura en cale sèche

| Nom          | Pennant number | Constructeur | Commissionné     | Désarmé           | Statut         |
| ------------ | -------------- | ------------ | ---------------- | ----------------- | -------------- |
| INS Kalvari  | S23            | Sudomekh     | 8 décembre 1967  | 31 mai 1996       | Kiosque exposé |
| INS Khanderi | S22            | Sudomekh     | 6 décembre 1968  | 18 octobre 1989   | Kiosque exposé |
| INS Karanj   | S21            | Sudomekh     | 4 septembre 1969 | 1er août 2003     |                |
| INS Kursura  | S20            | Sudomekh     | 18 décembre 1969 | 27 septembre 2001 | Navire musée   |